# 1795

## أحداث
- أول صحيفة في الدولة العثمانية بالفرنسية (Bulletin de Nouvelles).
- تأسيس مدينة إدمونتون وتقع حاليا في كندا.
- تأسيس مدينة نوكو ألوفا وتقع حاليا في تونغا.
- نهاية الحرب الهندية الشمالية الغربية في 1795 والتي بدأت في 1785.
- نهاية حرب البرانس في 22 يوليو 1795 والتي بدأت في 7 مارس 1793.
- 24 أكتوبر - اقتسام بولندا ما بين روسيا والنمسا وبروسيا.

## مواليد
- أنطونيو خوزيه دي سوكريه
- إدوارد كافاناه
- تشارلز ستورت
- توماس كارليل
- جون بولارد غاينز
- جون كيتس
- جيمس بولك
- سيلاس رايت
- هيلاند هال

## وفيات
- جون سوليفان
- شارل إيميديه فيليب فان لو
- صامويل واليس
- لويس السابع عشر